# Province de Vélez
1832–1857
Entités précédentes :
- Province de Tunja
- Province de Socorro

Entités suivantes :
- État fédéral de Boyacá
- État fédéral de Santander

La province de Vélez était une entité administrative et politique de la république de Nouvelle-Grenade. Elle fut créée en 1832 et dissoute en 1857. Sa capitale était Vélez.

## Histoire
La province de Vélez est créée via la loi du 24 mars 1832. Elle regroupe les cantons de Chiquinquirá, appartenant à la province de Tunja, et ceux de Vélez y Moniquirá, appartenant à la province de Socorro.
En 1857, la province de Vélez est démembrée et son territoire est réparti entre les États fédéraux de Boyacá et Santander.